# Giana Sisters
Great Giana Sisters er et platformspil, udviklet af Time Warp Productions, til Amiga, Atari ST og Commodore 64. Det blev udgivet i 1987 og distribueret af Rainbow Arts.  De to heltinder, ved navn Giana og Maria, er fanget i et mystisk sted, hvor det gælder om at finde den store diamant.  
Det er en udbredt myte at spillet blev trukket tilbage på grund af trusler om sagsanlæg fra Nintendo, men det har vist sig at ikke var tilfældet. 
Rainbow Arts, som udgav spillet var bekymret for at Nintendo ville sagsøge dem på grund af den store lighed imellem The great Giana sisters og Super Mario, men det skete dog ikke. 
Inden spillet blev trukket tilbage, var det dog spredt så meget blandt pirater, at det er nemt at finde en kopi af spillet hos de fleste brugere af Commodore 64. 
En original version af spillet er meget sjældent, og de få der har været til salg på blandt andet Ebay, er blevet solgt for svimlende beløb.  
"Rainbow Arts blev nødt til at fjerne spillet fra markedet. Spillet blev dog senere udbredt, fordi en klon udvikledes. Dette resulterede også en del andre versioner, f.eks. Giana Sisters 32k og Giana Sisters X-mas."